# Loboparius kotoensis
Loboparius kotoensis är en skalbaggsart som beskrevs av Miwa 1930. Loboparius kotoensis ingår i släktet Loboparius och familjen Aphodiidae. Inga underarter finns listade i Catalogue of Life.